# Albini Gieure
Pour le prélat français, voir François-Xavier-Marie-Jules Gieure.
François Albin (dit Albini) Gieure est un homme politique français né le 26 décembre 1844 à Castets (Landes) et mort le 4 juin 1915 à Castets. C'était le frère aîné de François-Marie Gieure, futur évêque de Bayonne.
Rédacteur en chef du journal conservateur L'Adour, il est député des Landes d'octobre à décembre 1885, siégeant à droite. L'élection ayant été invalidée, il est battu à l'élection partielle.

## Sources
- « Albini Gieure », dans Adolphe Robert et Gaston Cougny, Dictionnaire des parlementaires français, Edgar Bourloton, 1889-1891 [détail de l’édition]